# Undara
Undara és un cràter de l'asteroide de la família Coronis del cinturó principal, (243) Ida, situat amb el sistema de coordenades planetocèntriques a 2 ° de latitud nord i 113.8 ° de longitud est. Fa un diàmetre de 8.5 km. El nom va ser fet oficial per la UAI el 1997 i fa referència a uns tubs de lava del volcà Undara, Queensland (Austràlia).